# Skarptjärnen (Vilhelmina socken, Lappland, 717208-154259)
Skarptjärnen är en sjö i Vilhelmina kommun i Lappland och ingår i Ångermanälvens huvudavrinningsområde. Sjön har en area på 0,115 kvadratkilometer och ligger 347,2 meter över havet.

## Delavrinningsområde
Skarptjärnen ingår i det delavrinningsområde (717207-154251) som SMHI kallar för Utloppet av Baksjön. Medelhöjden är 388 meter över havet och ytan är 29,78 kvadratkilometer. Det finns inga avrinningsområden uppströms utan avrinningsområdet är högsta punkten. Baksjöbäcken som avvattnar avrinningsområdet har biflödesordning 3, vilket innebär att vattnet flödar genom totalt 3 vattendrag innan det når havet efter 272 kilometer. Avrinningsområdet består mestadels av skog (79 procent). Avrinningsområdet har 3,25 kvadratkilometer vattenytor vilket ger det en sjöprocent på 10,9 procent. Bebyggelsen i området täcker en yta av 0,78 kvadratkilometer eller 3 procent av avrinningsområdet.